# Ministerios Internacionales
Los Ministerios Internacionales (en inglés: International Ministries) son una organización  misionera bautista. Ella está afiliada a las Iglesias Bautistas Americanas EE. UU. Su sede se encuentra en King of Prussia, Estados Unidos.

## Historia
La organización fue fundada en 1814 como la Junta Bautista de Misiones Extranjeras por la Convención Trienal (ahora Iglesias Bautistas Americanas EE. UU.). La primera misión de la organización tuvo lugar en Birmania con los misioneros Adoniram Judson y Ann Hasseltine Judson en 1814. Las misiones posteriores fueron en Siam en 1833, en India en 1840, en China en 1842, en Japón en 1872 y en Filipinas en 1900. La organización pasó a llamarse American Baptist Missionary Union en 1845, American Baptist Foreign Mission Society en 1910, American Board of International Ministries en 1973.